# Diego O'Connor White
Diego O'Connor White (Benicarló, 13 de juliol de 1867 - ?) fou un advocat i polític valencià, diputat a les Corts Espanyoles durant la restauració borbònica.

## Biografia
Era fill de Juan Eduardo O'Connor y White i de Maria Concepcion White y D'Ellisseche. Llicenciat en dret, milità en el Partit Conservador, en el sector afí a Antoni Maura i Montaner. Amb aquest partit fou elegit diputat pel districte de Vinaròs (província de Castelló) a les eleccions generals espanyoles de 1907. Es casà amb Elena de Córdova y Ballesteros.